# Okhotxevka
Okhotxevka (en rus: Охочевка) és un poble de l'óblast de Vorónej, a Rússia, segons el cens del 2010 tenia un habitant.